# Młody Samuraj
Młody Samuraj – seria przygodowych książek z elementami akcji autorstwa Chrisa Bradforda. Akcja rozgrywa się w siedemnastowiecznej Japonii, książka opowiada o wyczynach angielskiego chłopca, Jacka Fletchera, oraz o jego staraniach aby stać się pierwszym samurajem gaijinem.
Przedstawiony przez Puffin Books jako "całkiem nowy bohater akcji". Pierwsza książka serii Młody Samuraj, "Droga Wojownika", została opublikowana przez Puffin Books w 2008 roku. Disney zakupił prawa do publikowania w USA w tym samym roku, książkę wydano na początku marca 2009. Seria została opublikowana w 25 krajach i 18 językach. Seria została nominowana do ponad 16 nagród. Prawa telewizyjne i filmowe zostały nabyte przez spółkę z Wielkiej Brytanii, Purple Pictures.

## Powieści
| Numer Księgi | Polski tytuł                   | Tytuł oryginalny                         | Data wydania w Polsce | Data wydania oryginału | Stron wydanie polskie | Stron wydanie oryginalne | ISBN                   |
| ------------ | ------------------------------ | ---------------------------------------- | --------------------- | ---------------------- | --------------------- | ------------------------ | ---------------------- |
| 1            | Młody Samuraj: Droga Wojownika | Young Samurai: The Way of the Warrior    | 22 kwietnia 2009      | 8 sierpnia 2008        | 320                   | 352                      | ISBN 978-83-10-11631-4 |
| 2            | Młody Samuraj: Droga Miecza    | Young Samurai: The Way of the Sword      | 19 maja 2010          | 2 lipca 2009           | 360                   | 400                      | ISBN 978-83-10-11772-4 |
| 3            | Młody Samuraj: Droga Smoka     | Young Samurai: The Way of the Dragon     | 18 maja 2011          | 4 marca 2010           | 424                   | 448                      | ISBN 978-83-10-11908-7 |
| 4            | Młody Samuraj: Krąg Ziemi      | Young Samurai: The Ring of Earth         | 16 maja 2012          | 5 sierpnia 2010        | 320                   | 336                      | ISBN 978-83-10-12105-9 |
| 5            | Młody Samuraj: Krąg Wody       | Young Samurai: The Ring of Water         | 15 maja 2013          | 3 marca 2011           | 320                   | 320                      | ISBN 978-83-10-12324-4 |
| 6            | Młody Samuraj: Krąg Ognia      | Young Samurai: The Ring of Fire          | 9 października 2013   | 4 sierpnia 2011        | 336                   | 352                      | ISBN 978-83-10-12453-1 |
| 7            | Młody Samuraj: Krąg Wiatru     | Young Samurai: The Ring of Wind          | 21 maja 2014          | 1 marca 2012           | 368                   | 368                      | ISBN 978-83-10-12466-1 |
| 8            | Młody Samuraj: Krąg Nieba      | Young Samurai: The Ring of Sky           | 2014                  | sierpień 2012          | 426                   | —                        | ISBN 978-83-10-12556-9 |
| 9            | –                              | Young Samurai: The Return of the Warrior |                       | wrzesień 2019          |                       |                          | ISBN 978-0-14-137416-1 |
| 10           | –                              | Young Samurai: The Way of Fire (e-book)  |                       |                        |                       |                          |                        |